# Hurry Up and Wait
Hurry Up and Wait è un singolo del gruppo rock gallese Stereophonics, pubblicato nel 1999 ed estratto dal loro secondo album in studio Performance and Cocktails.

## Tracce
- CD 1

1. Hurry Up and Wait
2. Angie (Rolling Stones cover)
3. I Wouldn't Believe Your Radio (Stuart Cable version)

- CD 2

1. Hurry Up and Wait (Live at Morfa Stadium)
2. I Stopped to Fill My Car Up (Live at Morfa Stadium)
3. Billy Davey's Daughter (Live at Morfa Stadium)